# 迪克尔
迪克尔是德国下萨克森州的一个市镇。总面积16.96平方公里，总人口496人，其中男性247人，女性249人（2011年12月31日），人口密度29人/平方公里。